# Réserve naturelle nationale du lac de Remoray
La réserve naturelle nationale du lac de Remoray (RNN46) est une réserve naturelle nationale située dans le département du Doubs, en Bourgogne-Franche-Comté. Créée en 1980, elle englobe le lac de Remoray et ses alentours. Elle occupe une superficie de 346,48 ha et est principalement connue pour son avifaune exceptionnelle.

## Localisation

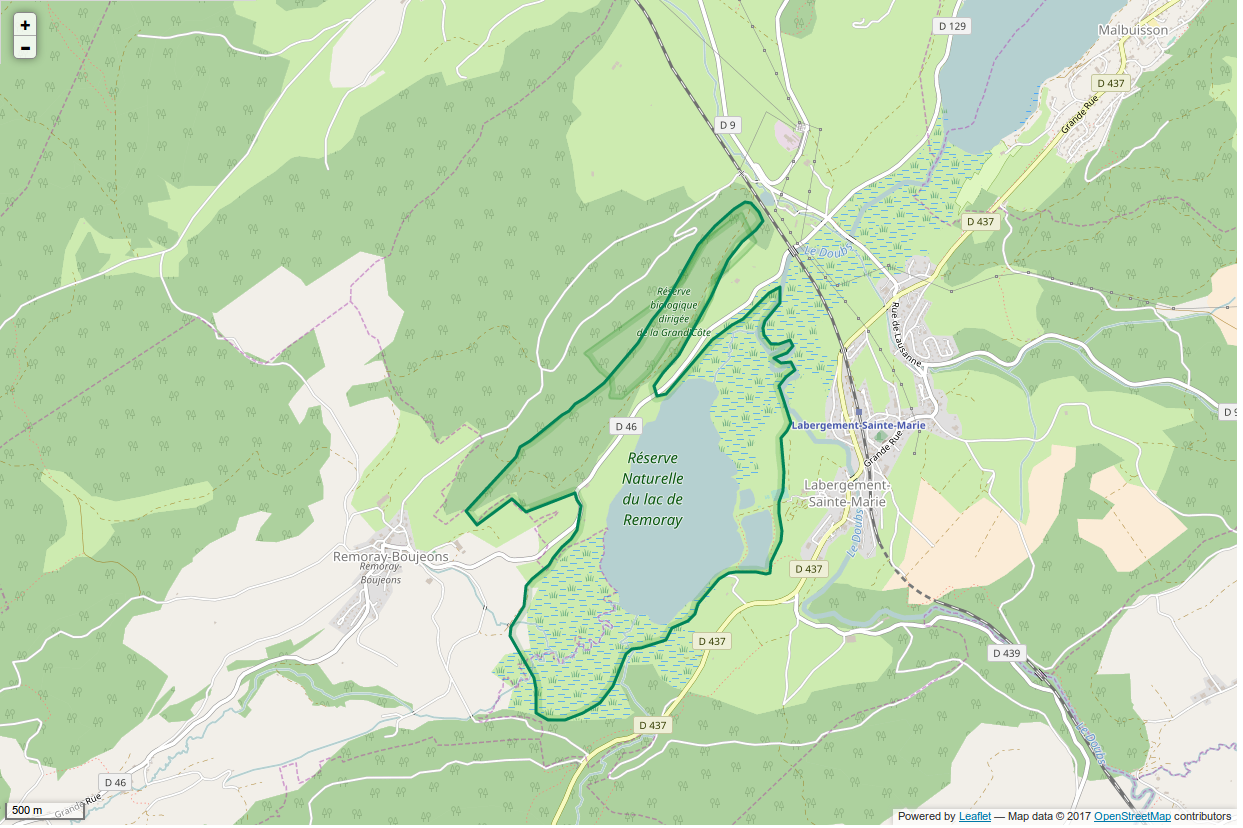
Périmètre de la réserve naturelle.

La réserve naturelle se situe dans la vallée des 2 lacs sur les communes de Labergement-Sainte-Marie et Remoray-Boujeons à 20 km au sud-est de Pontarlier. Elle englobe complètement le lac de Remoray avec l'ensemble de ses zones humides et vient longer le Doubs dans sa partie est. Le territoire englobe également le versant sud du massif forestier de la Grand'Côte et la base de loisirs.

## Histoire du site et de la réserve

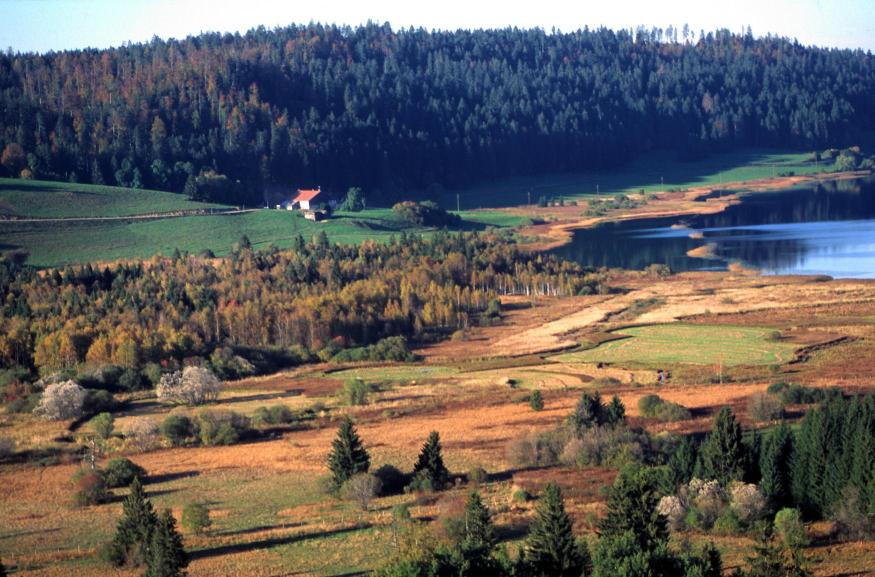
Vue du marais et de la tourbière du Crossat

À la suite d'une prise de conscience de l'intérêt du site, la réserve naturelle est créée en 1980 dans le prolongement sud du lac de Saint-Point. En 1984 se constitue l'association « les amis du site naturel du lac de Remoray » qui se voit déléguer en 1985, la gestion et l'animation de la réserve naturelle. La « maison de la réserve » est fondée en 1986, pour protéger, gérer et faire connaître la réserve naturelle. Elle déménagera en 2001 dans une nouvelle structure.
En 2005 l'association devient gestionnaire officielle du site Natura 2000 « tourbières, lac de Remoray et zones environnantes ». En 2009, l'association prend le nom de « Les Amis de la Réserve naturelle du lac de Remoray ». La réserve naturelle est intégrée au parc naturel régional du Haut-Jura en 2011.
Le site Natura 2000 porte désormais le nom de « Vallons de la Drésine et de la Bonavette ». Son animation est déléguée à l'association par le PNR, qui en est le gestionnaire.
L'association assure de nombreuses expositions, conférences, manifestations et sorties pédagogiques à la Maison de la Réserve et en périphérie de la réserve naturelle.

## Écologie (biodiversité, intérêt écopaysager…)
La réserve naturelle du lac de Remoray est une des plus riches zones naturelles d'intérêt écologique, faunistique et floristique du Haut-Doubs avec 426 hectares de lac, marais, tourbière, rivière, prairie, forêt, gravière… à une altitude comprise entre 850 et 980 m.

### Flore

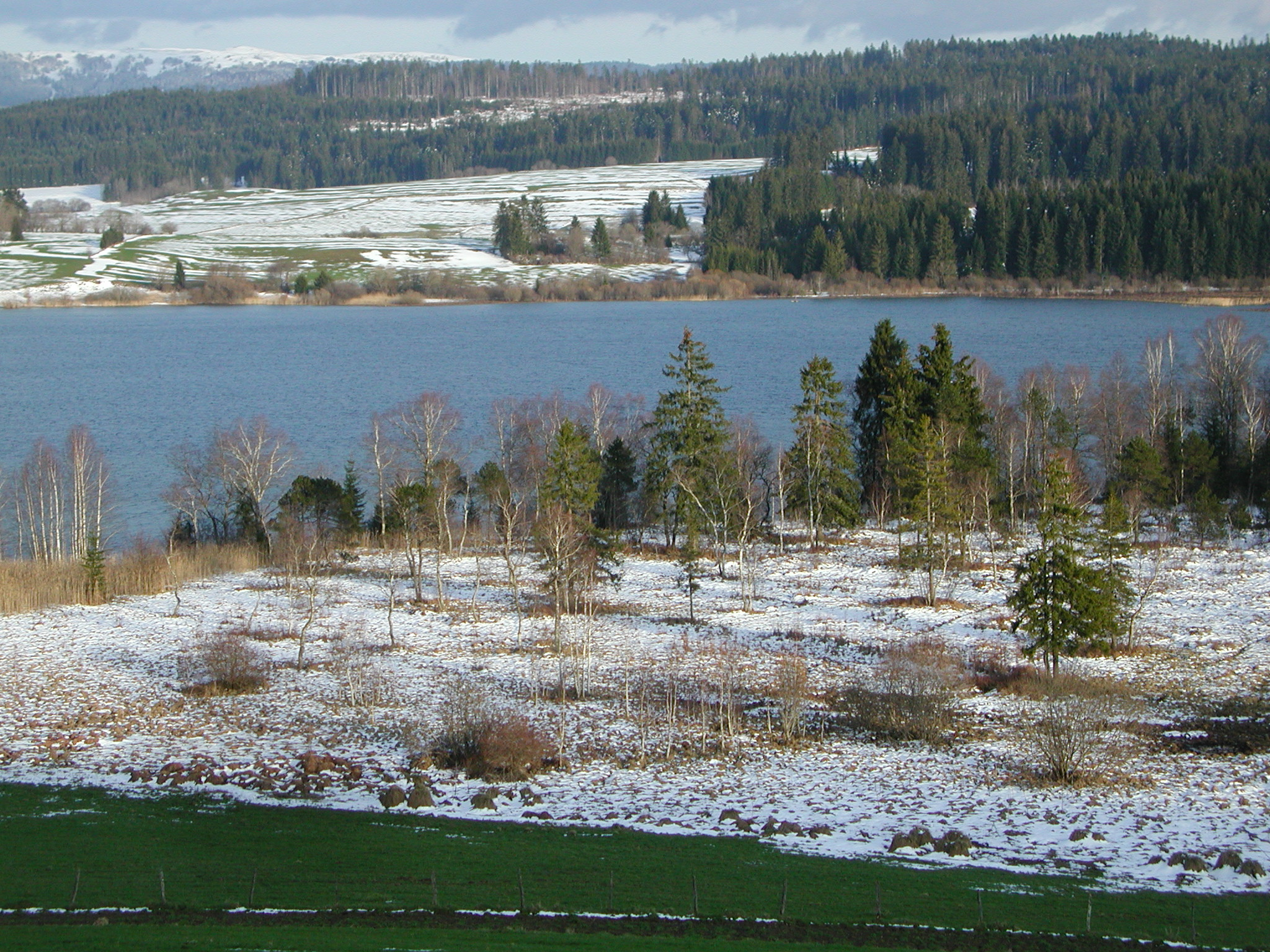
Vue du lac de Remoray et de la tourbière du Crossat

Dans les marais, de nombreuses orchidées fleurissent aux côtés de l'Œillet superbe et de la Primevère farineuse. Quatre plantes carnivores sont présentes dans la Réserve : la Grassette, la Rossolis à feuilles rondes (Droséra) et deux espèces d'Utriculaires (australis et minor). Les tourbières acides à sphaignes abritent l'Andromède, la Canneberge… Derrière les très belles ceintures végétales du lac, constituées de Scirpes, Phragmites ou Joncs, s'étendent de grandes cariçaies, moliniaies et mégaphorbiaies. Dans ces milieux fleurissent la Polémoine bleue, la Grande douve, l'Aconit napel…

### Faune
Le lac de Remoray est surtout réputé pour son avifaune exceptionnelle (231 espèces recensées). Les oiseaux nicheurs (110 espèces) les plus prestigieux sont liés aux milieux humides : La Bécassine des marais côtoie le Râle d'eau et la rare Marouette ponctuée. Plus communs, Foulques macroule, Grèbes huppés et castagneux, Cygne tuberculé et Canard colvert animent les lieux.
Depuis 1992, les Fuligules morillon et milouin nichent sur le site, et les Sarcelles d'été et d'hiver respectivement depuis 2006 et 2009. Dans les prairies humides, quelques Râles des genêts sont présents irrégulièrement aux côtés du Tarier des prés et du Pipit farlouse. La tourbière boisée accueille le Sizerin flammé et la Grive litorne. Le premier nid en France de cette espèce fut découvert ici, en 1955, par le célèbre ornithologue suisse Paul Géroudet. Enfin le Pic noir, la Chouette de Tengmalm et la Chevêchette d'Europe sont présents en forêt de la Grand'Côte. Le Pic tridactyle y fut observé en 1990 et 1991 et le Pic mar découvert en 2005. Plusieurs couples de Milans royaux exploitent le territoire de la réserve naturelle.
Mal connue jusqu'à ces dernières années, la faune invertébrée présente une grande richesse. 66 espèces de papillons sont inventoriées, dont le Solitaire, le Cuivré de la Bistorte, le Fadet des tourbières et le Damier de la succise. À proximité immédiate de la réserve, un coteau calcaire a été débroussaillé en 1996 et 2004 pour une petite population d'Apollon. 48 espèces de Libellules sont présentes, dont les quatre espèces françaises de Leucorrhines. Les milieux acides accueillent certaines espèces spécialisées : la Leucorrhine douteuse, l'Æschne subarctique et les Cordulies arctique et des Alpes.
Les inventaires récents comptent également 210 espèces de syrphes.
Un troupeau de cinq chevaux de race Konik entretient le marais.

## Intérêt touristique et pédagogique
La Maison de la Réserve est un centre d'accueil pour tout public, interprète et relais des précieux milieux naturels du Jura.

## Administration, Plan de gestion, règlement
La réserve naturelle est gérée par l'association des Amis de la réserve naturelle du lac de Remoray.

### Outils et statut juridique
La réserve naturelle a été créée par le décret du 15 avril 1980. Le plan de gestion précédent couvrant 2010-2014 est terminé. Le plan de gestion en cours couvre la période 2016-2026.
Depuis le 2 février 2021, le site fait partie du site Ramsar "Tourbières et lacs de la montagne jurassienne".